# Microsynodontis polli
Microsynodontis polli är en fiskart som beskrevs av Lambert, 1958. Microsynodontis polli ingår i släktet Microsynodontis och familjen Mochokidae. IUCN kategoriserar arten globalt som otillräckligt studerad. Inga underarter finns listade i Catalogue of Life.